# The Brass Bottle (1923)
The Brass Bottle is een Amerikaanse filmkomedie uit 1923 onder regie van Maurice Tourneur. Het scenario is gebaseerd op de gelijknamige roman uit 1900 van de Britse auteur Thomas Anstey Guthrie. De film is wellicht zoekgeraakt.

## Verhaal
De Londense architect Horace Ventimore vindt een oude koperen lamp. Wanneer hij de lamp oppakt, verschijnt er ineens een geest. Hij belooft Horace dat hij al zijn wensen zal vervullen in ruil voor zijn vrijheid. Horace gaat in op het aanbod van de geest, maar hij merkt al vlug dat niet alles loopt zoals hij had gedacht. 

## Rolverdeling
| Acteur            | Personage             |
| ----------------- | --------------------- |
| Harry Myers       | Horace Ventimore      |
| Ernest Torrence   | Fakresh-el-Aamash     |
| Tully Marshall    | Professor Hamilton    |
| Clarissa Selwynne | Mevrouw Hamilton      |
| Ford Sterling     | Mijnheer Rapkin       |
| Aggie Herring     | Mevrouw Rapkin        |
| Charlotte Merriam | Sylvia Hamilton       |
| Edward Jobson     | Samuel Wackerbath     |
| Barbara La Marr   | Koningin              |
| Otis Harlan       | Kapitein van de garde |
| Hazel Keeper      |                       |
| Julanne Johnston  |                       |